# Das Mädchen und der Junge
Das Mädchen und der Junge ist ein Jugendfilm des Fernsehens der DDR von 1982 über die erste Liebe zweier Berliner Teenager. Der Film basiert auf dem gleichnamigen Buch von Günter Görlich, erschienen 1981 im Kinderbuchverlag Berlin.

## Handlung
Ostberlin im Winter: Die 14-jährige Katrin wird beim Eislaufen vom 17-jährigen Frank versehentlich angefahren, am Bein verletzt und stürzt. Frank bringt Katrin in die Poliklinik und dann nach Hause. Nach und nach kommen die beiden sich näher. Katrins Eltern haben einen einwöchigen Winterurlaub in ihrem Häuschen im Wald geplant, und Katrin versucht vergeblich, zu Hause bleiben zu dürfen, um mehr Zeit mit Frank verbringen zu können. Als sie sich im Urlaub aber langweilt, überzeugt sie die Eltern, drei Tage früher allein nach Hause fahren zu dürfen.
Bei einem Besuch bei Frank und seinen Eltern offenbaren sich Spannungen in der Familie: Der Vater hat einen verantwortungsvollen Beruf, kann seiner Familie ein Leben in Wohlstand bieten, ist aber auch sehr oft weg und kann sich in die Position seiner Frau, die sich nur um den Haushalt kümmert, nicht einfühlen. Später äußert Frank gegenüber Katrin, er wolle nie so eine Beziehung wie seine Eltern führen. Am nächsten Tag muss Frank kurzfristig nach Stralsund fahren, um nach seinen Großeltern zu sehen. Er will Katrin noch einmal sehen und telegrafiert ihr, doch beim vereinbarten Treffpunkt am U-Bahnhof kommen zufällig Katrins Eltern dazu, die gerade aus dem Urlaub zurückkehren.
Frank und Katrin werden ein Paar. Ihrem Vater missfällt das, da er findet, Katrin habe sich verändert. Eines Abends bringt Katrin Frank mit nach Hause. Sie hört ein Gespräch der Eltern und erfährt, dass der Vater Frank ablehnt, ohne ihn überhaupt zu kennen. Später ändert er aber seine Ansicht und erlaubt Katrin, Frank zu ihrer Jugendweihe einzuladen.
Inzwischen ist es Frühling: Frank besucht erneut seine Großeltern in Stralsund und Katrin darf mitfahren. Die beiden können nun zum ersten Mal längere Zeit allein miteinander verbringen, baden in der Ostsee und lieben sich am Strand.
Bei Katrins Jugendweihefeier betrinkt Frank sich und offenbart ihr, dass seine Mutter ausziehen und sich scheiden lassen wolle. Das löst eine Krise bei Frank aus, und er wird Katrin gegenüber zunehmend besitzergreifender: Als er sie erneut zu einem Wochenende in Stralsund einladen will, muss sie wegen einer schon lange geplanten Klassenfahrt nach Prag ablehnen und schlägt vor, das gemeinsame Wochenende nachzuholen. Frank reagiert sehr verärgert, und Katrin weint sich später bei ihrer Mutter aus: Sie befürchtet, Frank werde schlussmachen, wenn sie nicht nachgibt. Letztendlich entscheidet sie sich für die Klassenfahrt. Bei der Abfahrt am Ostbahnhof sieht sie Frank von Weitem auf dem Bahnsteig. Sie läuft ihm nach, findet ihn aber nicht mehr, und verpasst deswegen beinahe die Abfahrt des Zuges. Ob die Beziehung nach ihrer Rückkehr noch Bestand haben wird, bleibt offen.

## Produktion
Der Film wurde unter dem Arbeitstitel Meine große Schwester Gabriele von den DEFA-Studios für Spielfilme produziert und am 24. Dezember 1982 im ersten Programm des Fernsehens der DDR zum ersten Mal ausgestrahlt. 2016 erschien er bei Icestorm Entertainment auf DVD.
Für den Hauptdarsteller Sven Martinek war es die erste Filmrolle.

## Rezeption
„Einfühlsamer Jugendfilm fürs DDR-Fernsehen über die erste Liebe einer 15jährigen aus Berlin. Zum erstenmal streift sie ihre kindliche Naivität ab und macht schöne, aber auch schmerzliche Erfahrungen.“